# Ares (Marvel Comics)
Ares è un personaggio dei fumetti, creato da Stan Lee (testi) e Jack Kirby (disegni), pubblicata dalla Marvel Comics. La sua prima apparizione è avvenuta in The Mighty Thor (vol. 1) n. 129.

## Biografia del personaggio
Dopo che Zeus ebbe permesso di cessare il culto della religione greco-romana, Ares provò un profondo rancore e tentò di conquistare l'Olimpo più di una volta. Egli rifiutò di combattere contro Ade a nome di Ercole. Ercole fece squadra con il dio asgardiano Thor, al fine di sconfiggere Ares, costringendolo poi alla ritirata. Ares duellò con Ercole, formando un'alleanza con Incantatrice, per costringere Ercole a farne un suo schiavo e alleato contro i Vendicatori. Ercole riuscì però a sconfiggerlo: sembra che la rivalità tra i due figli di Zeus risalga all'epoca mitologica, quando, durante la quinta delle dodici fatiche di Ercole, il Principe della forza scacciò via gli uccelli del lago Stinfalo, cari al dio della guerra.
Ares organizzò i Warhawks, e con essi affrontò i Vendicatori. Egli mandò poi Kratos e Bia per catturare Ercole. Dopo si alleò con Amora ancora una volta, utilizzando la spada di Ebano del Cavaliere Nero per spegnere la fiamma di Prometeo e conquistare l'Olimpo. Egli nuovamente sconfisse i Vendicatori, ma venne sconfitto nuovamente da Thor e da Ercole.
Ares combatté anche Namor il Sub-Mariner e Venere, riuscendo a sconfiggere entrambi. Egli formò un'altra alleanza con Ade, e rapì Krista nel tentativo di fomentare la guerra tra l'Olimpo e Asgard.
È stato rivelato che, in tempi antichi, ha preso parte alla guerra di Troia.
Nel corso degli anni, continuò ad operare come malvagio, affrontando sempre i Vendicatori.

### Redenzione
In tempi recenti, Ares e suo zio Ade hanno cercato di travolgere il Monte Olimpo, con un esercito di morti, portando ad una situazione di stallo che gli dei e semi-divinità (compresi Ercole e Achille) non sono stati in grado di capovolgere. Zeus riuscì poi a convincere Ares a sconfiggere suo Zio Ade per far finire la guerra. Egli accettò.
Dopo la guerra si riconciliò con suo padre e suo fratello.
Ares, stanco della propria guerra, una volta realizzato qual era il motivo per cui gli altri dèi lo disprezzavano, decise di vivere una vita normale. Egli ha lasciato la sua posizione di dio della guerra, ma ha mantenuto la sua abilità, le armi e l'immortalità. Sulla Terra, ha iniziato a lavorare in un cantiere edile ed ha avuto una moglie ed un figlio di nome Alexander.
Durante la miniserie Ares: God of War Ares affronta di nuovo Plutone, riuscendo a salvare da lui suo figlio ma non sua moglie, della quale non si sa nemmeno se sia viva o morta.

### Potenti Vendicatori
Dopo gli eventi della Civil War, Iron Man ha assunto Ares nei Potenti Vendicatori poiché incarna le caratteristiche di Thor (l'essenza divina) e quelle di Wolverine (la brutalità).
Sarà solo per merito suo che i Potenti Vendicatori riusciranno a battere Ultron: Ares infatti, si fa rimpicciolire da Hank Pym in modo da entrare all'interno del corpo di Ultron e agire come un virus, distruggendo l'androide; questa sua eroica impresa convince Iron Man di aver fatto bene ad averlo incluso nella formazione.

### World War Hulk
Durante World War Hulk, Ares combatterà Hulk venendo alla fine sconfitto. Al termine del conflitto, lo S.H.I.E.L.D. gli dà l'incarico di arrestare il fratellastro Ercole, divenuto un fuggiasco.

### Dark Reign: Oscuri Vendicatori
Al termine di Secret Invasion (in cui suo figlio Alexander alias Phobos si è unito alla squadra di Nick Fury) Ares ha accettato l'offerta di Norman Osborn di formare un nuovo team di Vendicatori governativi.
Fu proprio su consiglio del dio della guerra che Osborn adottò l'identità carismatica di Iron Patriot, unendo il simbolismo di Capitan America all’armatura di Iron Man.
Durante il crossover Utopia, combatte insieme ai compagni e agli X-Men.
In seguito, scopre che suo figlio Alexander fa parte dei Secret Warriors e decide di accettare che lui combatta insieme con Nick Fury, sostenendo però che Norman Osborn fa bene il suo lavoro.

### Assedio
Quando Norman Osborn decide di distruggere Asgard, Ares all'inizio pare contrariato, vista la sua natura divina preferisce che i mortali non si immischino negli affari degli dei immortali. Osborn lo convince, informandolo del fatto che Loki ha preso possesso di Asgard, mentendogli per averlo dalla sua parte. Durante la battaglia, Ares si batte contro Balder (il vero Re di Asgard) e viene informato da Heimdall dell'inganno di Osborn e di Loki.
Furioso, Ares capisce che Osborn gli ha mentito e si rivolta contro di lui, giurando di ucciderlo. Purtroppo Sentry interviene per proteggere Norman e visto il divario di poteri tra il Guardiano d'Oro e il Dio della Guerra, Bob (sotto l'influenza di Void) uccide Ares aprendolo in due.

## Poteri e abilità
Come ogni divinità olimpica, Ares è immortale, estremamente resistente ai danni fisici e dotato di un parziale fattore rigenerante (guarisce in fretta ma non rigenera le parti mancanti). È dotato di capacità fisiche sovrumane, con una super forza tanto grande da poter tener testa anche agli eroi più forti, pur non essendo pari a Thor o Ercole. Inoltre, la sua brutalità ne fa un avversario temibile.
Sa maneggiare molto bene le armi bianche, fra cui preferisce un'ascia forgiata per lui dal fabbro degli dei Efesto ed è un esperto di lotta greco-romana; inoltre è dotato di grandi capacità tattiche.

## Altri media

### Cinema
Ares compare in un cameo in Thor: Ragnarok.

### Televisione
Ares compare in:
- Marvel Super Heroes: What The--?!
- Avengers Assemble
- Gli Avengers del futuro - Future Avengers

### Videogiochi
Ares compare in:
- Marvel: Avengers Alliance
- Marvel Puzzle Quest
- Marvel Future Fight
- LEGO Marvel's Avengers
- Marvel Avengers Academy
- Marvel Strike Force
- Marvel Future Revolution